# 岡本ナミ
岡本 ナミ（おかもと ナミ、1977年5月2日 - ）は、日本の女性声優。福岡県生まれ、埼玉県育ち。アクロスエンタテインメント所属。
旧芸名は岡本 奈美（読み同じ）。

## 来歴
青二塾出身。以前は青二プロダクション、GLove、ぷろだくしょん★A組に所属していた。2009年1月まで81プロデュースに所属、同年7月よりアクロスエンタテインメント所属。

## 人物
趣味・特技は旅行、音楽。資格は剣道初段、普通自動車免許。

## 出演
太字はメインキャラクター。

### テレビアニメ
1996年
- 逮捕しちゃうぞ（婦警D）

1998年
- センチメンタルジャーニー（女の子B）
- DTエイトロン（スアン）
- 魔術士オーフェン（子供C）

1999年
- ∀ガンダム（ジョージ、子供A、少女B）
- Bビーダマン爆外伝V（わらべボン、おんなのこボン）

2000年
- 犬夜叉（2000年 - 2010年、小吉、あゆみ、緋鯉女官 他） - 2シリーズ
- ゲートキーパーズ（男の子、オペレーターB、オペレーターC）
- NieA_7（ウェイトレス）
- ブギーポップは笑わない Boogiepop Phantom（渡辺実咲、女子A、女子B）
- カレイドスター（ジーン、キャスト、女の子B、パフォーマーA） - 2シリーズ

2005年
- 名探偵コナン（2005年 - 2014年、気象予報士、水口香奈、水無月千秋）
- MAJOR 1st season（原田）

2006年
- 銀魂（2006年 - 2017年、沖田総悟〈少年時代〉、子供） - 2シリーズ
- 結界師（2006年 - 2008年、アヤノ、箱田の母）

2007年
- 風のスティグマ（千鶴）
- ケロロ軍曹（女生徒、メル）
- 魔人探偵脳噛ネウロ（女子高生）
- ロミオ×ジュリエット（姉）

2008年
- CHAOS;HEAD（女子B、女子高生A）
- モノクローム・ファクター（女）

2009年
- 源氏物語千年紀 Genji（女房2）
- こばと。（奈緒美）
- たまごっち!（2009年 - 2011年、くのいっち、ひめっち、ぷちべりっち）
- ヤッターマン（第2作）（女性、イエティ子、バケルの母）

2011年
- それいけ!アンパンマン（おばけパン〈2代目〉）
- TIGER & BUNNY（女性アシスタント）

2012年
- 未来日記（大宮）

2013年
- 宇宙兄弟（北村ケイ）

2015年
- まじっく快斗1412

2022年
- 半妖の夜叉姫（九尾先生）

### OVA
- “文学少女”メモワールIII -恋する乙女の狂想曲-（2009年、女子中学生1）

### 劇場アニメ
- 機動戦士ガンダム（2000年、ペロ[注釈 1]）
- 犬夜叉 鏡の中の夢幻城（2002年、あゆみ[5]）
- 犬夜叉 天下覇道の剣（2003年、あゆみ）
- 夕やけだん団（2015年、コトブキ/モーションアクター）
- 神在月のこども（2021年、アキコ[6]）

### ゲーム
- みさきアグレッシヴ!（1998年、焔麻郁、公野笑）
- FAVORITE DEAR（1999年、ビーシア・グレイ）
- 犬夜叉（2001年、眷属）
- Starry☆Sky 〜After Spring〜（2012年、東月小百合）
- Starry☆Sky 〜After Spring〜 Portable（2012年、東月小百合）
- 幻獣姫（2013年、オシリス）
- Double Score 〜Cosmos×Camellia〜（2013年、周防母）

### ドラマCD
- ラジオドラマ 街 第Qの男 -QはquestionのQ-（マチーズC子）

### 吹き替え
- ハリー・ポッターと不死鳥の騎士団（2007年）
- ハンナ・モンタナ/ザ・ムービー（2010年）
- ハリー・ポッターと死の秘宝 PART2（2011年、女子生徒）

### 舞台
- 潮騒の祈り（2025年、海）[7]）